# Heinrich Drake (Politiker)

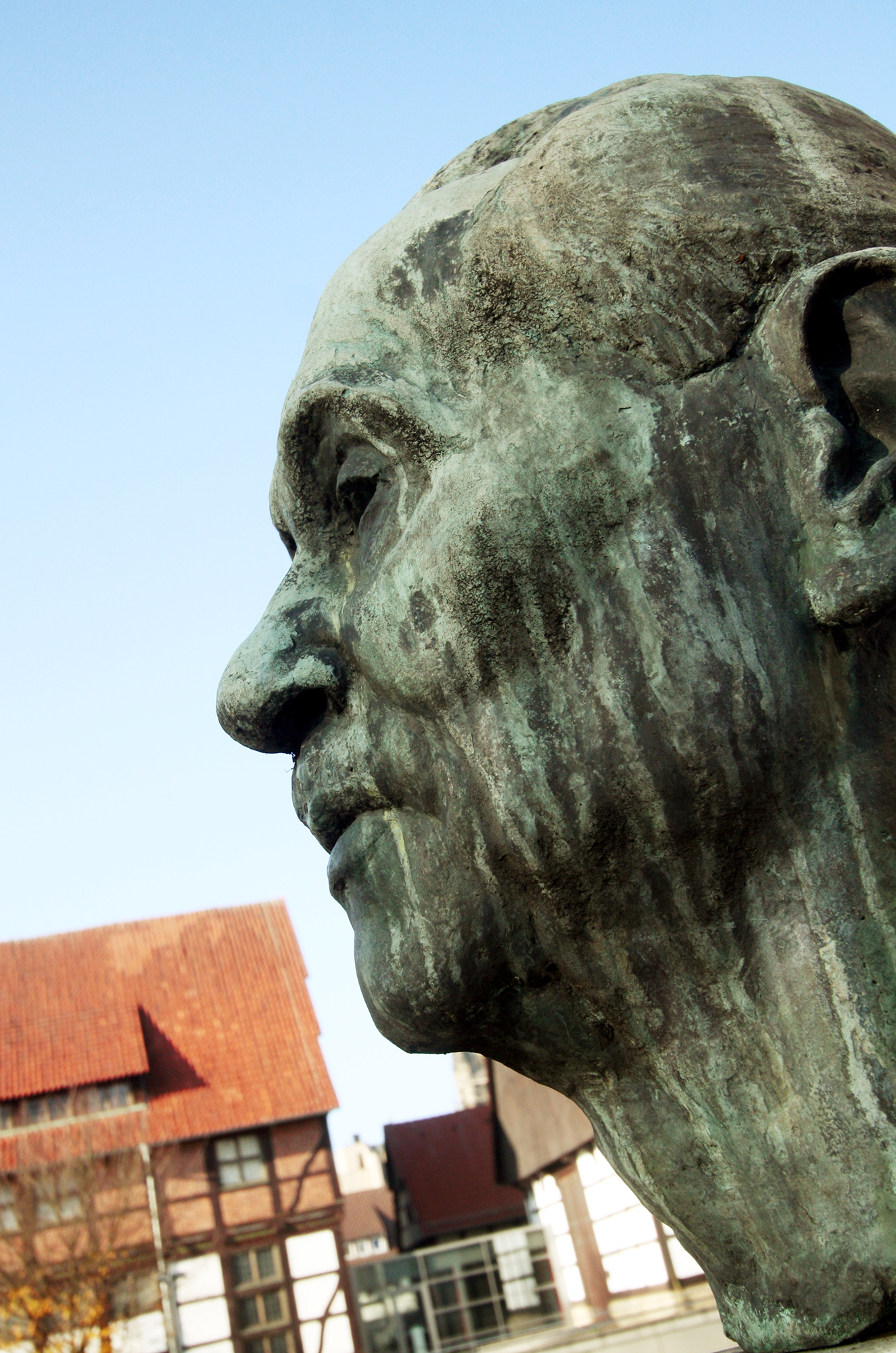
Heinrich Drake, Denkmal (Metallbüste) in Detmold

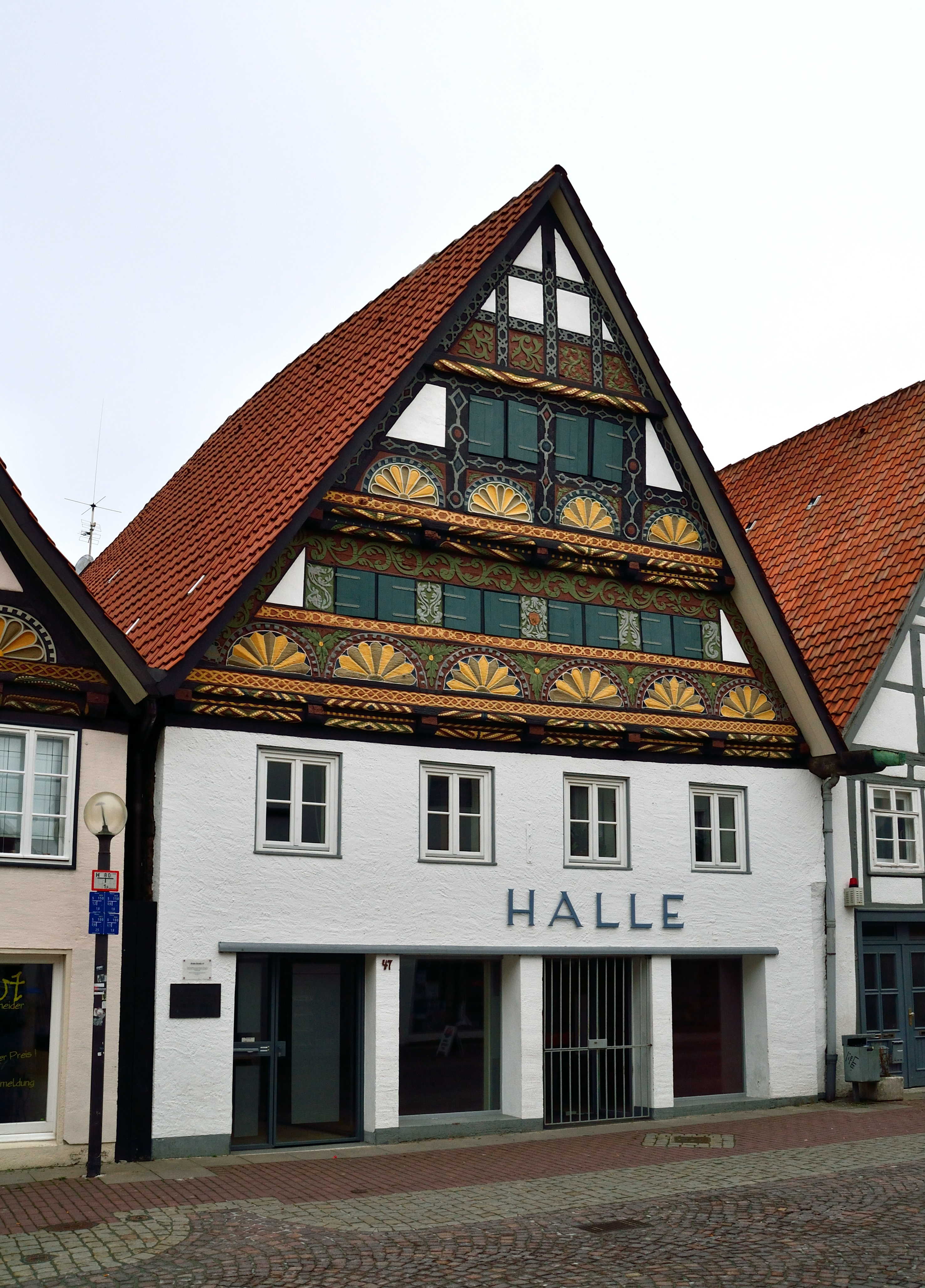
Geburtshaus Drakes in Lemgo

Heinrich Drake (* 20. Dezember 1881 in Lemgo; † 12. Juni 1970 in Detmold) war ein deutscher Politiker, langjähriger Vorsitzender des Landespräsidiums von Lippe, der letzte Landespräsident der Länder Lippe und Schaumburg-Lippe und nach deren Auflösung Regierungspräsident des Regierungsbezirks Detmold.

## Leben
Drake begann sein berufliches Leben mit einer Ausbildung zum Kaufmann in einer Buchhandlung von 1896 bis 1899. Danach war er bis 1903 Angestellter, anschließend bis 1910 Geschäftsführer der Buchhandlung und Buchdruckerei F. L. Wagener in Lemgo. Ab 1910 arbeitete er als Journalist und Verhandlungsstenograph.
Drake war von 1919 bis 1933 geschäftsführendes Mitglied, ab 1925 Vorsitzender und ab 1932 Präsident der Lippischen Landesregierung. Nach der Landtagswahl am 15. Januar 1933 wurde seine Regierung durch eine neue, NS-geführte Landesregierung abgelöst. Im Mai 1933 rückte er in den Reichstag nach, dem er bis zum 23. Juni angehörte. Drake war Mitglied der SPD seit 1906, trat am 23. Juni 1933, also einen Tag nach dem Verbot der SPD, aus der Partei aus. Nach 1945 setzte er seine Parteimitgliedschaft fort – als wäre der Austritt nicht erfolgt. Nach dem Zweiten Weltkrieg war er von den Alliierten zum Landespräsidenten des Landes Lippe und für kurze Zeit auch von Schaumburg-Lippe ernannt. Er verhandelte mit dem Land Nordrhein-Westfalen über die Aufnahme des Landes Lippe. Im Jahr 1947 wurden diese Verhandlungen mit den Lippischen Punktationen als Vereinbarung zwischen der Landesregierung von Nordrhein-Westfalen und der Landesregierung des Landes Lippe abgeschlossen. Drake erreichte in den Punktationen umfangreiche Zugeständnisse Nordrhein-Westfalens an Lippe. Seiner Initiative ist u. a. der Landesverband Lippe zu verdanken, der gegründet wurde, um lippisches Staatsvermögen vor dem Zugriff des Landes Nordrhein-Westfalen zu schützen. Auch der Umzug der Bezirksregierung von Minden nach Detmold wurde von Drake als Ausgleich für den Verlust der Souveränität erstritten. Für das Land Schaumburg-Lippe verhandelte er das Aufgehen im neu gegründeten Land Niedersachsen. Als Ausgleich für den Verlust der Eigenstaatlichkeit wurde in Bückeburg später der Niedersächsische Staatsgerichtshof eingerichtet.
Ab dem 1. April 1947 bis 1952 war Drake Regierungspräsident des neu geschaffenen Regierungsbezirks Minden-Lippe, der zum 2. Juni 1947 in Regierungsbezirk Detmold umbenannt wurde. Sein Vorgänger bei der Regierung in Minden war Paul Zenz. Von 1949 bis 1952 und von 1956 bis 1966 war Drake Vorsteher des Landesverbandes Lippe.
Betrachtet man nur die Politiker, die nach dem Zweiten Weltkrieg Regierungschefs einer Landesregierung waren, so zählt Drake zu den wenigen, die ihr Amt mit Unterbrechung ausübten, sowie zu den wenigen, die darüber hinaus noch in zwei Ländern an der Spitze der Regierung standen, im Falle Drakes zeitweise sogar gleichzeitig. Drake ist außerdem der einzige Politiker in diesem Betrachtungszeitraum, in dessen Amtszeit gleich zwei von ihm regierte Länder ihre Souveränität einbüßten.

## Ehrungen
Der Bildhauer Heinrich Drake porträtierte den Politiker Drake 1971 in einer Büste, die vor dem Lippischen Landesmuseum in Detmold steht. Drake war Ehrenbürger von Lemgo. Dort und in Detmold wurden jeweils eine Schule, in Oerlinghausen ein Platz nach ihm benannt. In Espelkamp (Kreis Minden-Lübbecke) und in Bad Salzuflen (Ortsteil Biemsen-Ahmsen) gibt es jeweils eine Heinrich-Drake-Siedlung.